# Rudolf Strechaj
Rudolf Strechaj (25. července 1914 Čachtice – 28. července 1962 Praha) byl slovenský a československý odbojář, poválečný politik Komunistické strany Slovenska, místopředseda vlády Československa, poslanec československých zákonodárných sborů, pověřenec spravedlnosti a předseda Sboru pověřenců. Představitel konzervativního a centralistického křídla slovenské komunistické politiky.

## Biografie
Pocházel z dělnické rodiny. Vyučil se tiskařem. V 18 letech se stal členem Československé sociálně demokratické strany dělnické, od roku 1935 přešel do KSČ. Téhož roku navštívil Sovětský svaz. Za druhé světové války se podílel na odboji. V srpnu 1941 byl zatčen a odsouzen na tři roky. Ve vězení nakonec strávil dva a půl roku. V roce 1944 se podílel na Slovenském národním povstání. Byl politickým pracovníkem u partyzánské jednotky.
V letech 1945–1946 byl poslancem Prozatímního Národního shromáždění za KSS. Setrval zde do parlamentních voleb v roce 1946. Ve volbách roku 1948 byl zvolen do Slovenské národní rady. Mandát v SNR získal i ve volbách roku 1954 a ve volbách roku 1960.
Do celostátního zákonodárného sboru se znovu dostal po volbách v roce 1954 jako poslanec československého Národního shromáždění. Po volbách v roce 1960 se stal za volební kraj Prešov členem Národního shromáždění ČSSR. Zde zasedal do své smrti roku 1962.
Od roku 1945 byl členem Ústředního výboru KSS a od roku 1953 i členem předsednictva ÚV KSS. V letech 1946-1948 zastával funkci tajemníka oblastního výboru KKS v Bratislavě. Na X. sjezdu KSČ a XI. sjezdu KSČ byl zvolen členem Ústředního výboru Komunistické strany Československa. V období červen 1958 – červenec 1962 byl kandidátem politbyra ÚV KSČ. V letech 1949 – 1951 byl předsedou Krajského národního výboru v Žilině.
Jeho mocenský vzestup vyvrcholil po takzvaném procesu s buržoazními nacionalisty, při němž byl z komunistické politiky na Slovensku dočasně eliminován Gustáv Husák a jeho spojenci. V letech 1951-1953 byl Strechaj pověřencem spravedlnosti v 10. Sboru pověřenců. V letech 1953-1960 potom zastával post předsedy Sboru pověřenců (11. Sbor pověřenců a 12. Sbor pověřenců). Jeho éra v čele Sboru pověřenců představovala vyvrcholení úpadku pravomocí slovenských orgánů. Sbor pověřenců se prakticky nescházel jako kolektivní orgán a řešil jen podružnou agendu, popřípadě schvaloval materiály došlé od centrální vlády. V roce 1956 se podílel na jednání o rozšíření pravomocí Sboru pověřenců, které pak skutečně bylo provedeno, ale projevilo se spíše drobnými kompetenčními změnami.
V rámci přijetí ústavy Československé socialistické republiky v roce 1960 byl Sbor pověřenců coby kolektivní orgán zrušen, přičemž Strechaj se podílel na projednávání těchto změn a obhajoval je jako posílení role slovenských orgánů, ačkoliv historik Jan Rychlík to označuje za naprostý rozpor se skutečností, kdy byla dále posílena centralistická podoba československého státu.
Strechaj pak v letech 1960-1962 působil jako předseda Slovenské národní rady, přičemž v poměrech uvolňující se československé politiky počátku 60. let jej historik Jan Rychlík popisuje jako zcela zkompromitovaného politika.
Od roku 1960 do své smrti měl rovněž vládní post na celostátní úrovni coby místopředseda vlády v třetí vládě Viliama Širokého. V roce 1955 mu byl udělen Řád republiky.
Zemřel 28. července 1962 v Praze na urémii. Vedoucím představitelům KSČ se však tato příčina úmrtí nezdála dostatečně důstojná. Byla tak zfalšována lékařská zpráva, jako příčina smrti byla zveřejněna akutní leukemie. Státní pohřeb se konal 31. července 1962 v Bratislavě.